# Belle Brockhoff
Belle Brockhoff (Melbourne, 19 gennaio 1993) è una snowboarder australiana.

## Biografia
In Coppa del Mondo ha esordito il 16 dicembre 2012 a Telluride (36ª).
Nel 2014 prese parte ai suoi primi Giochi olimpici invernali durante l'edizione di Sochi, terminando in ottava posizione.
Nel 2018 ha preso parte ai XXIII Giochi olimpici invernali a Pyeongchang concludendo in undicesima posizione terminando in quinta posizione nella finale B nella gara di snowboard cross.
Ai Mondiali di Idre Fjäll 2021 si è laureata campionessa del mondo nello snowboard cross a squadre, in coppia con Jarryd Hughes. Ha partecipato ai Giochi Olimpici di Pechino 2022, in cui è arrivata in finale nella gara individuale, terminando al 4° posto.

## Palmarès

### Mondiali
- 1 medaglia
  - 1 oro (snowboard cross a squadre a Idre Fjäll 2021)

### Coppa del Mondo
- Miglior piazzamento nella Coppa del Mondo di snowboard cross: 2º nel 2020
- 17 podi:
  - 4 vittorie
  - 6 secondi posti
  - 7 terzi posti

#### Coppa del Mondo - vittorie
| Data             | Luogo          | Paese    | Disciplina |
| ---------------- | -------------- | -------- | ---------- |
| 20 marzo 2016    | Baqueira Beret | Spagna   | SBX        |
| 16 dicembre 2016 | Montafon       | Austria  | SBX        |
| 4 febbraio 2017  | Bansko         | Bulgaria | SBX        |
| 26 gennaio 2020  | Big White      | Canada   | SBX        |

Legenda:

SBX = Snowboard cross